# Linda Godwin
Linda Maxine Godwin (2 luglio 1952) è un'ex astronauta e ricercatrice statunitense. Ha partecipato a quattro missioni spaziali Shuttle STS-37, STS-59, STS-76 e STS-108 come Specialista di missione tra il 1991 e il 2001.